# William Wirt Adams
William Wirt Adams (ur. 22 marca 1819, zm. 1 maja 1888) – amerykański sędzia sądu okręgowego w stanie Missisipi, żołnierz Republiki Teksasu i generał-brygadier CSA w czasie wojny secesyjnej.

## Młodość
Adams urodził się w mieście Frankfort, stolicy stanu Kentucky, w rodzinie sędziego George’a Adamsa (przyjaciela męża stanu i mówcy Henry’ego Claya). Był bratem innego generała wojsk Konfederacji Daniela W. Adamsa. W roku 1825 osiedlił się w Natchez (Missisipi). Był tam sędzią sądu okręgowego w latach 1836-1839. Ukończył Bardstown College w stanie Kentucky. Po uzyskaniu dyplomu w roku 1839, zaciągnął się jako szeregowiec do armii Republiki Teksasu, gdzie wkrótce został adiutantem dowódcy regimentu i brał udział w walkach z Indianami.
Po zakończeniu walk wrócił do Missisipi, gdzie w roku 1850 pojął za żonę Sallie Huger Mayarant i zajął się bankowością i uprawą ziemi w Jackson i w Vicksburgu. W latach 1858–1860 był członkiem legislatury stanowej Missisipi.

## Wojna secesyjna
W roku 1861, gdy stan Missisipi wystąpił z Unii, Adams został mianowany komisarzem Missisipi na obszar Luizjany. Był na tyle skuteczny, że Luizjana również wystąpiła z Unii. W lutym tegoż roku powołano do życia w Montgomery w stanie Alabama Skonfederowane Stany Ameryki. Prezydent Jefferson Davis zaoferował Adamsowi stanowisko Generalnego Poczmistrza Konfederacji, ale ten odmówił.
Po uregulowaniu swych bankowych interesów, sformował własnym kosztem regiment kawalerii „Wirt Adams” i wstąpił wraz z nim w sierpniu 1861 roku do Armii Konfederacji w Memphis, w stanie Tennessee. We wrześniu został skierowany do Columbus w stanie Kentucky, a następnie, w październiku, do kwatery generała Alberta Johnstona w Bowling Green. Tam rozpoczął swój szlak bojowy idąc w straży tylnej podczas odwrotu Konfederatów z Kentucky do Nashville w Tennessee, a później do miejscowości Corinth w Missisipi. Następnie, podczas bitwy pod Shiloh, jego oddział został skierowany na skrajne prawe skrzydło piechoty i walczył wraz z nią o utrzymanie brodu na rzece Tennessee. W czasie oblężenia Corinthu pełnił służbę patrolową. Później, cztery szwadrony regimentu atakowały i szarpały oddziały Unionistów maszerujące w kierunku Booneville w Missisipi.
Już jako pułkownik, Adams, pod rozkazami generała Sterlinga Price’a, połączył swój regiment z arkanzaskim regimentem płk. Williama Slemonsa. Na zakończenie służby pod rozkazami Price’a, Adams zdobył pociąg wojskowy Unionistów z Corinthu. Teraz rozkaz skierował go do hrabstwa Washington. strzegł tam miejscowych plantacji i obserwował ruchy wojsk w Vicksburgu i okolicach. Po upadku Vicksburga oba jego regimenty wraz z 28 Regimentem Kawalerii Missisipi niepokoiły i szarpały oddziały generała Shermana maszerujące w kierunku ostatniej linii obrony Konfederatów.
Mianowany we wrześniu 1863 roku generałem-brygadierem, Adams objął dowództwo brygady składającej się z obu jego regimentów i pułkownika Logana. W lutym 1864 miał zaatakować oddziały czołowe generała Shermana pod Meridian (Missisipi). Pod koniec wojny operował obok sił generała Forresta w Alabamie. Kapitulował wraz ze swą brygadą w Ramsey Station, w hrabstwie Sumter, 4 maja 1865 roku.

## Losy powojenne
Po zakończeniu wojny secesyjnej Adams mieszkał w Vicksburgu i Jackson. W roku 1880 został mianowany poborcą podatków stanu Missisipi. Z tej pracy odszedł po pięciu latach, został bowiem mianowany pocztmistrzem miasta Jackson przez prezydenta Grovera Clevelanda. 1 maja 1888 doszło między nim a wydawcą lokalnej gazety, który ostro krytykował Adamsa, do pojedynku ulicznego, w wyniku czego poniósł śmierć. Pochowany został na cmentarzu Greenwood w Jackson.